# Jakuti
Jakuti (sami se nazivaju Sahalar, jakutski: Сахалар) su narod turkijske jezične grupe naseljen u istočnom Sibiru, pretežno u bazenu rijeke Lene i njezinih pritoka u Jakutiji,  Ruska Federacija. 
Geografski i po ekonomiji postoje dvije glavne skupine. Na sjeveru prevladava tradicionalni polunomadski lov, ribolov i uzgoj sobova. Kod južnih skupina glavne ekonomske aktivnosti su stočarstvo, uzgoj stoke i konja. 
Jezik Jakuta (jakutski jezik), pripada sjevernoj skupini turkijskih jezika, koji prema nekima ima 4 dijalekta, a njime se također služe i neki Evenki, Eveni i Jukagiri.
Jakuti su narod nastao miješanjem tamošnjih sibirskih naroda, moguće Evena i Evenka, s turkijskim plemenima iz stepa i Altaja.
Dolazak Rusa dvadesetih godina 17. stoljeća koji pokušavaju preuzeti kontrolu nad trgovinom krznom dovest će do nekoliko jakutskih ustanaka između 1634. i 1642. godine. Borbe i razne zarazne bolesti koje su Rusi donesli sa sobom decimirat će jakutsku populaciju, pa mnogi migriraju dalje prema istoku. 
Kroz 18. stoljeće Rusi dopiru sve do Kamčatke, Čukotskog poluotoka i Aleutskog otočja, i sve ih se više naseljava na području Jakutije gdje su donesli sa sobom pravoslavnu vjeru. Tijekom ranih 1800-ih pravoslavni misionari veoma su aktivni u pokrštavanju Jakuta, ali njihov izvorni šamanizam očuvao se sve do danas. 
Etnička populacija u Rusiji danas iznosi oko 478.085.